# Stenopogon mongolicus
Stenopogon mongolicus är en tvåvingeart som beskrevs av Pavel Lehr 1963. Stenopogon mongolicus ingår i släktet Stenopogon och familjen rovflugor. Inga underarter finns listade i Catalogue of Life.